# 墊江県
墊江県（てんこうけん）は中華人民共和国重慶市に位置する県。

## 地理
墊江県は重慶市中端部に位置し、東経107度13分から107度40分、北緯29度38分から30度31分の範囲にある。東は豊都県と忠県、南は涪陵区および長寿県と、西は四川省の大竹県と隣水県、北は梁平県と接している。亜熱帯に属し季節風により湿潤な気候である。年平均気温は摂氏17度、年平均降水量は1183mm。

## 歴史
- もとは巴国、秦の巴郡及び漢〜晋の巴郡に属す。
- 555年（西魏恭帝の2年）、墊江県が設置された、隣州に属す。
- 567年（北周武帝の天和2年）、魏安県と名称を改める、隣州に属す。
- 598年（隋文帝の開皇18年）、墊江県と県名を復す。
- 618年（唐高祖の武徳元年）、隣州に属す。
- 1076年（北宋神宗の熙寧9年）、梁山叛乱軍に属す。
- 1086年（北宋哲宗の元祐元年）、忠州に属す。
- 1284年（元世祖の至元21年）、重慶路忠州に属し、墊江県で臨江巡検司を設置す。
- 1363年（元順帝の至正23年）、元末の農民叛乱軍の明玉珍は帝を号し重慶に都を定め、国号を大夏とした、墊江県を復し、忠州に属す。
- 1784年（清の乾隆帝49年）、順慶府分府に属す。
- 1800年（清の嘉慶帝5年）、忠州の直隷州に属す。
- 1912年（中華民国元年）、四川省東川道に属す。
- 1950年、川東区行政公署の大竹専区に属す。
- 1968年、涪陵地区に属す
- 1995年、涪陵市に属す。
- 1997年6月28日、重慶市の管轄下に置く。

## 行政区画
下部に2街道、22鎮、2郷を管轄する。
- 街道
  - 桂陽街道、桂渓街道
- 鎮
  - 新民鎮、沙坪鎮、周嘉鎮、普順鎮、永安鎮、高安鎮、高峰鎮、五洞鎮、澄渓鎮、太平鎮、鶴游鎮、坪山鎮、硯台鎮、曹回鎮、杠家鎮、包家鎮、白家鎮、永平鎮、三渓鎮、裴興鎮、黄沙鎮、長竜鎮
- 郷
  - 沙河郷、大石郷

## 名所・旧跡・観光スポット
- 千年古県
- 墊江ボタン・エコツーリズム
- 重慶アブラナ花・エコツーリズム
- 黄沙郷の柚子

## 交通

### 鉄道
- 渝万都市間鉄道（鄭渝高速鉄道（中国語版））
  - 墊江駅

### 道路
- 高速道路
  -  滬蓉高速道路
  -  滬渝高速道路（中国語版）
- 国道
  - G243国道（中国語版）
  - G350国道（中国語版）

## 健康・医療・衛生
- 墊江県人民医院
- 重慶市墊江県中医院
- 墊江県婦幼計画生育服務中心
- 墊江県精神衛生中心